# Piruszták
A piruszták (ógörög Πειροῦσται / Pirusztai, latin Pirustae) az illíreken belül a délkeleti pannonok közé tartozó törzs volt az ókorban. Hagyományos szállásterületük a Drina forrásvidékét övező hegyvidéken, a mai Délkelet-Bosznia és Észak-Montenegró területén volt. Híres bányászok és fémművesek voltak. Az i. sz. 1. század elején a Római Birodalomnak utolsókként behódolt illír törzsek közé tartoztak.

## Történetük
A piruszták megnevezéssel csak az i. e. 2. századtól találkozni a forrásokban. Ebből egyesek arra következtetnek, hogy egy korábban más, görögös néven ismert törzs új, latinos elnevezésével van dolgunk. Neritan Ceka albán régész, ókortörténész ezen a vonalon elindulva vetette fel, hogy a dardánok egyik nyugatabbra vándorolt csoportjáról van szó, és a piruszta népnév az albán dardhë (’körte’) szóval összefüggésbe hozott dardán népnév latin fordítása, amelynek tövében a pirum (’körte’) vagy pirus (’körtefa’) szó keresendő. Felmerült az a hipotézis is, hogy a dezitiatákkal együtt a korábbi évszázadokban ezen a területen élt hatalmas illír néptörzs, az autariaták leszármazottai.
A feltevések szerint a Kotori-öböl és a Neretva között húzódó partszakasz hátországában, a Drina felső folyását övező, szűk völgyek és völgyszorosok szabdalta hegyvidéken, az ardiatáktól északra, a mai Bosznia-Hercegovina délkeleti és Montenegró északi vidékén éltek. A Sztrabón szerint a pannonok közé tartozó piruszták kiváló bányászok és fémművesek hírében álltak, az általuk előállított eszközök Mat-völgyi ásatásokból is előkerültek.
Miután i. e. 168-ban a harmadik illíriai háborúban a Római Birodalom végleg legyőzte az Illír Királyságot, több más, a rómaiak oldalán álló illír törzs mellett a piruszták szabadságát és adómentességét is biztosította. Titus Livius e történelmi esemény kapcsán a dasszaréták közé tartozónak említi a pirusztákat (Dassaretiorum Pirustas), akik Klaudiosz Ptolemaiosz értesülése szerint Makedónia határvidékén éltek. Ez utóbbi feltétlenül tévesztésre vezethető vissza, de a makedón határvidéken élő déli dasszarétáknak valóban voltak északi csoportjaik. Bár a jelek szerint az i. e. 2. század közepén még Rómát pártolták, később a pirusztáké lett az egyik legutolsó illír törzs, amely behódolt a birodalomnak. Velleius Paterculus történeti művében azt jegyezte fel róluk, hogy szinte képtelenség leigázni őket, ami egyfelől átjárhatatlan hegyvidékeiknek, másfelől mindenkor harcra kész, vad természetüknek köszönhető. A dezitiaták és a breukok mellett az i. sz. 6 és 9 között lezajlott nagy illír felkelés mögött álló harmadik néptörzs volt. Nero római császár uralkodása alatt (i. sz. 54–68) a kis-ázsiai Aphrodisziaszban emlékművet emeltek, amelynek domborműve a Róma által leigázott és alávetett népeket ábrázolta; ezen az illíreket a dardánok, japodok és andizétek mellett a piruszták allegorikus alakja képviselte. Miután a Római Birodalom meghódította Daciát, ahol az i. sz. 2. század elején több nemesfémlelőhelyet találtak, számos piruszta települt át családostul a régióba. Vicus Pirustarum néven ismert egyik daciai településük, valamint egy korabeli felirat, amely egy bizonyos Dasiust, „egy Cavieretóba [?] való pirusztát” említ.